# Sankt Pölten Hauptbahnhof
St. Pölten Hauptbahnhof is het centraal station van de hoofdstad van Neder-Oostenrijk dat werd geopend in 1858.

## Geschiedenis
Nadat in 1851 besloten was tot de aanleg van de Kaiserin Elisabeth Westbahn werd op 9 september 1856 begonnen met de bouw van het station in Sankt Pölten, twee jaar later konden de eerste treinen al het station aandoen. Voor de stad betekende dit een ingrijpende verandering van het stadsbeeld. De Kremserpoort die op de plaats van het station stond werd gesloopt en korte tijd later werd de gehele stadsmuur gesloopt. In plaats van de stadsmuur kwam de promenade, een ringweg rond het centrum. In 1877 werd de spoorlijn Leobersdorf – Kaumberg – St. Pölten geopend vanuit het zuiden. In 1885 werden vanuit het noorden de spoorlijnen naar Tulln en Krems op het station aangesloten. Door deze toevoegingen werd het station te klein en vanaf 1887 werd in twee jaar tijd het huidige station opgetrokken met een doorgang naar de Kremser Landstrasse. In 1898 werd het station ook een eindpunt van de Mariazellerbahn, die echter pas in 1907 doorliep tot Mariazell en korte tijd later werd geëlektrificeerd. In 1911 volgde de tram van St. Pölten. Het station werd in de loop der tijd meerdere malen verbouwd. Naast de ingrijpende ombouw uit 1887-1889 werd het station na de bombardementen in 1945 provisorisch hersteld. Het herstel volgde pas tussen 1965 en 1969, hierbij werd het westelijke deel van het station vernieuwd en werden de historische eind paviljoens vervangen door utiliteitsbouw.     

### Ombouw
In het kader van de Bahnhofsoffensive werd het station tussen 2006 en december 2011 voor 190 miljoen euro omgebouwd. Hierbij kwam een nieuwe reizigerstunnel met een toegang aan de Kremser Landstrasse, de perrons alsmede de perronkappen werden opnieuw gebouwd en het perron van de Mariazellerbahn werd nieuw geasfalteerd. Aan de westzijde van het station werd een vervangende tunnel voor het wegverkeer gebouwd en de stad St. Pölten knapte het stationsplein op. Het stationsgebouw zelf werd ook volledig gesaneerd, waarbij naast het herstel van dak en gevels een volledige ombouw van het interieur plaatsvond. De stationshal werd ruimer en kent veel invallend licht, daarnaast kwamen er nieuwe winkels en een nieuwe kaartverkoop. De oude reizigerstunnel noord en de oude kaartverkoop werden gesloten. Aan de oostkant kwam een tweede reizigerstunnel. Het verbouwde station werd op 10 september 2010 geopend en de afwerking was in december 2011 voltooid.     

## Verkeer
In St. Pölten stoppen op een enkele uitzondering na alle langeafstands- en regionale-treinen. Door de ligging aan de Westbahn en de hogesnelheidslijn is het station een stopplaats aan de verbinding Parijs – Boedapest.